# Tau (motorfiets)
Tau is een historisch Italiaans merk van inbouwmotoren voor motorfietsen.
Tau: Aroldo Triveldi uit Milaan was de eigenaar van dit Italiaanse merk. Hij bouwde aanvankelijk luchtgekoelde 125 cc tweetaktmotoren met roterende inlaat die vooral in karts werden toegepast. Later bouwde hij de motoren om zodat ze ook voor motorfietsen geschikt waren.
In 1976 bouwde hij het Tau TVR-motorblok met zes versnellingen dat voor een wegracer bedoeld was. Voor crossmachines was dit blok niet geschikt, dus ontwikkelde Triveldi een nieuwe motor.
In 1977 presenteerde hij beide blokken tijdens de Salon van Milaan. De jonge constructeur Valenti en ook het bestaande merk Cabrera kozen Tau-blokken voor hun terreinmachines.
In 1979 ontwikkelde Tau samen met een Brits bedrijf een 100- en een 250 cc versie. Behalve Valenti en Cabrera bouwden ook Ancilotti, JCM en Puma Tau-blokken in.